# HD 125040
HD 125040，又名BD+20 2954，SAO 83259、HR 5346，是一颗恒星，视星等为6.25，位于銀經17.7，銀緯69.32，其B1900.0坐标为赤經14h 11m 53.8s，赤緯+20° 69.32′ 18″。